# Инспекция здравоохранения Норвегии
Инспекция здравоохранения Норвегии (норвежское название: Statens helsetilsyn) является национальным правительственным агентством, находящимся в административном подчинении Министерства здравоохранения и социального обеспечения.

## Государственный надзор за системой здравоохранения и социального обеспечения
Государственный надзор предназначен для обеспечения соответствия национальным законам и нормативам.
В Норвегии имеется комплексное законодательство, касающееся здравоохранения и социального обеспечения, которое:
- обуславливает требования, относящиеся к услугам, которые должны быть предоставлены населению;
- обуславливает требования, относящиеся к качеству этих услуг;
- регулирует деятельность работников сферы здравоохранения, имеющих государственную регистрацию;
- предоставляет права пользователям услуг в сфере здравоохранения и социального обеспечения, включая специальный акт о правах пациента.

Этот надзор осуществляется за всеми предписанными законом услугами, независимо от того, предоставлены ли они государственными лечебными учреждениями, муниципальными учреждениями, частными компаниями или медицинскими работниками, у которых есть собственная врачебная практика.
Однако органы надзора не зависят от повседневного политического управления и по большей части сами определяют приоритеты при проверке услуг и выборе тех вопросов, которые должна охватить эта проверка. Данное назначение приоритетов происходит, в частности, на основе информации, имеющей отношение к риску и уязвимости.
Органы надзора гарантируют:
- удовлетворение нужд населения в сфере здравоохранения и социального обеспечения;
- соответствие услуг здравоохранения и социального обеспечения надлежащим профессиональными стандартами;
- предотвращение нарушений при предоставлении услуг;
- эффективное и надёжное использование ресурсов.

## Методы надзора
К методам надзора относятся:

### Отраслевой мониторинг
Отраслевой мониторинг представляет собой надзор с целью контроля и включает поиск, систематизацию и интерпретацию информации о системе здравоохранения и социального обеспечения с точки зрения надзора. Полученные знания составляют базу для оценки степени удовлетворения потребности населения в услугах, а также оценки качества этих услуг.

### Плановые проверки поставщиков услуг
При проведении проверок поставщиков услуг (местные органы власти, дома престарелых, больницы) используются системные организационные аудиты, основанные на признанных во всем мире методиках. У поставщика услуг проверяются документы и проводятся интервью, инспекции и выборочные проверки. В отчете о результатах проведенной проверки указываются не соответствующие закону или нормативам пункты, которые называются отклонениями. Орган надзора организует последующее наблюдение за устранением отклонений владельцем и командой руководителей, пока положение не будет приведено в соответствие с законом или нормативами. Каждый год Инспекция здравоохранения Норвегии выбирает от двух до четырёх сфер, которые будут подвергнуты проверке по всей стране.

### Отдельные случаи, относящиеся к нарушениям в сфере предоставления услуг
Инспекция здравоохранения на уровне федерального округа получает информацию о возможных нарушениях в сфере предоставления услуг из множества источников (пациенты, их близкие, работодатели, полиция, средства массовой информации). Ежегодно расследуется около 2000 случаев, чтобы выяснить, имело ли место нарушение закона или нормативов. В тех случаях, когда нарушения имеют место, Инспекция здравоохранения Норвегии может противодействовать поставщикам услуг путём издания инструкций для исправления положения или в виде санкций в отношении медицинских работников, имеющих государственный сертификат. Санкции могут включать предупреждения, лишение права на выписку определенных лекарственных средств или лишение разрешения на врачебную практику.

### Отчеты об инцидентах, в результате которых здоровью человека был причинен или мог быть причинен значительный ущерб
Инспекция здравоохранения Норвегии отвечает за MedEvent — систему отчетности о неблагоприятных происшествиях в сфере специализированных услуг здравоохранения, которая упорядочивает отчеты о происшествиях в сфере специализированных услуг здравоохранения, которые причинили или могли бы причинить значительный ущерб здоровью человека. Лечебные учреждения по закону обязаны предоставлять отчет о таких происшествиях.

### Жалобы, относящиеся к услугам и неисполнению прав
Закон о правах пациента предоставляет населению много прав при взаимодействии с системой здравоохранения. В законе устанавливаются такие права пациента, как право на оказание обязательной медицинской помощи, право на обследование в лечебном учреждении в течение 30 дней, право на выбор лечебного учреждения, право на получение доступа к медицинской карте пациента и внесение исправлений, а также право на участие и получение информации. В нём также содержатся положения, связанные со специальными правами детей, правом на согласие осуществления медицинской помощи и индивидуальный план для тех, кому требуются множественные услуги.
В законе социального обеспечения содержатся положения, регулирующие обязанность муниципалитета предоставлять услуги населению, включая информацию, консультирование или руководство, которые могут разрешить или предотвратить социальные проблемы, а также практическую помощь, обучение тех, кому требуется особая помощь в связи с болезнью, инвалидностью, возрастом или по другим причинам, меры по облегчению нагрузки и выплаты для людей и семей с особенно тяжелой работой по уходу, контакты по поддержке для людей и семей, предоставление специально оборудованного жилья или места в учреждениях круглосуточным обслуживанием для тех, кто нуждается в помощи.
Каждый год органы надзора на уровне федерального округа обрабатывают 6000 — 8000 жалоб.

### Использование отчетов органов надзора
Органы надзора активно работают, чтобы гарантировать, что все поставщики медицинских и социальных услуг используют в своей работе отчеты надзора, решения, имеющие отношение к отдельным случаям, отчеты об обнаруженных ошибках и публикации Инспекции здравоохранения Норвегии в качестве помощи в улучшении административной деятельности и для повышения качества услуг.
Выводы и опыт проверок, используемая база данных и методы контроля доступны для общественности. Большинство из них опубликованы на веб-сайте www.helsetilsynet.no.

## Организация
Органами надзора являются Инспекция здравоохранения Норвегии, Инспекция здравоохранения на уровне федерального округа и губернаторы федеральных округов.
Инспекция здравоохранения Норвегии является высшим национальным надзорным органом. В Комитете здравоохранения Норвегии работает около 115 сотрудников.
На уровне федерального округа надзор осуществляется комитетом здравоохранения в федеральном округе (услуги в сфере здравоохранения и медицинские работники) и губернатором федерального округа (социальное обеспечение).
Органы надзора возглавляются генеральным директором Яном Фредриком Андресеном.

## Подробная информация на русском и на английском языках
На официальном веб-сайте Инспекции здравоохранения Норвегии содержится более подробный текст на русском языке.
На англоязычных страницах данного сайта содержится следующая информация:
- законодательство;
- описание системы здравоохранения и социального обеспечения Норвегии;
- описание государственного управления системой здравоохранения и социального обеспечения;
- полный текст ежегодного отчета органов надзора со статьями и статистикой;
- конспект всех публикаций в Отчете Инспекции здравоохранения Норвегии;
- ссылки — управление системой здравоохранения, статистика, международные организации.